# Sedum amplexicaule
Sedum amplexicaule là một loài thực vật có hoa trong họ Crassulaceae. Loài này được DC. miêu tả khoa học đầu tiên năm 1808.